# 頂店
頂店，是臺灣臺中市大甲區的一個傳統地域名稱，位於該區南半葉的東北部。相較於今日行政區，其範圍大致包括江南里東北部凸出部分的東南端、頂店里、奉化里東南部、太白里南部中西段，以及外埔區廍子里最西端。

## 歷史
台灣清治末期，頂店地區為一街庄，稱為「頂店庄」，隸屬於苗栗三堡。該庄西及北與社尾庄為鄰，東北與九張犁庄為鄰，東邊及東南邊為鐵砧山腳庄，南邊為大甲東庄，西南邊為山腳庄、營盤口庄。
1901年（日明治三十四年）11月，全台廢縣廳改設二十廳，該庄隸屬於苗栗廳。1903年（明治三十六年）6月，該庄編入「大甲區」，仍隸屬於苗栗廳。1909年（明治四十二年）10月，全台二十廳合併為十二廳，苗栗廳廢止，大甲區改隸屬於臺中廳。1920年（大正九年），全台地方制度大改正，該庄改制為「頂店」大字，隸屬於臺中州大甲郡大甲庄。1933年，大甲庄升格為大甲街。
戰後大甲街改制為大甲鎮，隸屬於臺中縣，大字亦改制為里。1950年10月，中、彰、投分治，大甲鎮隸屬不變。2010年12月，隨著臺中縣、市合併為直轄臺中市，大甲鎮改制為大甲區。

## 聚落
本地區發展較早的聚落為頂店，在日治期初期的官方地圖上已有記載。

## 交通
台鐵海線大致以東北—西南走向經過頂店地區中部偏西地帶，境內未設站。北側最近的是日南車站，屬甲種簡易站，僅停靠區間車；南側最近的是大甲車站，屬二等站，各級列車均有停靠。由此等可前往台鐵沿線各站。
省道台1線（經國路）又稱「縱貫公路」，是台北至屏東楓港的台灣西部傳統平面幹道，大致以北北東—南南西走向轉東北東－西南西走向經過本地區西北部及西部邊界地帶。由該道路向北北東可前往苑裡、通霄、後龍、頭份等地，向西南西轉南南西再轉南繞過大甲市區，可前往清水、梧棲、龍井、大肚等地。
區道中10線（東西七路）是頂腳踏至大安溪口的道路，其東側端點位於本地區北部大安溪橋南側的省道台1線路口。由此向西北西出境後可前往社尾、頂腳踏、下腳踏北部邊界地帶並止於市道132號路口。
區道中12線（成功路）是頂店至鐵砧山的道路，其西側端點位於本地區中部偏西北的舊省道台1線（中山路一段）路口。由此向東南上山後沿山路轉東北再轉西北再轉西南可前往鐵砧山並止於國軍紀念公園停車場前。
區道中13線（南北三路、和平路）是江南至大甲的道路，大致以北北東－南南西走向蜿蜒經過本地區西部凸出部分的邊界地帶。由該道路向北北東可前往社尾、下大安最東部並止於區道中8線路口，向西南西可前往營盤口、庄尾並止於市道132號路口。
區道中15線（開元路）是山腳至大甲東的道路，其西側端點位於本地區中部偏西的舊省道台1線（中山路一段）路口。由此向東南轉東北再轉東南東再轉南再轉西南可前往本地區最南端大甲高工東南側並止於區道中24線路口。
區道中24線（開元路、長生路）是大甲東至三崁頭的道路，大致以西南－東北走向轉西向東經過本地區南端大甲高工南側。由該道路向西南轉西可前往大甲東、山腳並止於市道132號路口，向東可前往鐵砧山腳，再轉南可前往馬鳴埔、六分、磁磘的三崁頭並止於市道132號舊線（甲后路三段）路口。

## 學校
- 大甲高工

## 文化資產
- 大甲梁宅瑞蓮堂（市定古蹟）

## 景點
- 鐵砧山風景特定區
  - 鐵砧山國姓廟